# ゼファニヤ書
『ゼファニヤ書』（ゼファニヤしょ、ゼパニヤ書）は『旧約聖書』文書の1つである。全3章で構成される。ユダヤ教では「後の預言者」、キリスト教では十二小預言書に分類される。『ハバクク書』の後、『ハガイ書』の前、十二小預言書の中では9番目に位置する。伝統的にゼファニヤが筆者とされる。紀元前7世紀後半ないしそれ以降に成立した。
筆者とされるゼファニヤは「ユダの王……ヨシヤの時代」（『ゼファニヤ書』1:1、以下『ゼファ』と略記『新共同訳聖書』）の人で、「クシの子ゼファニア、クシはゲダルヤの子、ゲダルヤはアマルヤの子、アマルヤはヒズキヤの子」（ゼファ1:1）といわれる。このほかに『聖書』中に筆者についての情報はない。クシはヘブライ語でエチオピアを意味し、ゼファニヤの家系はエチオピアの出であった可能性もある。これは本文中にクシュ（エチオピア）への非難がなされる一因であるかもしれない。ヨシヤ（在位紀元前640年頃から前609年頃）の時代という情報を信じるなら、この書は紀元前7世紀後半に書かれたと考えられる。一方で研究者のなかには、内容から推して、この書の成立をバビロン捕囚以後と推定するものもいる。さらに、書の成立がユダ王国末期であるにせよその滅亡後であるにせよ、筆者とされるゼファニヤの名前は、修辞上の目的のために借用されただけである可能性を考える研究者もいる。ユダ王国滅亡後に、筆者が、王国末期の預言者の名前を借りた可能性は論理的には否定されないが、一方でこの推論を決定的にする証拠も見つかっていない。
主な内容としては、諸国とユダに対する神の裁きと、その後の救いの喜びについて語られる。

## 成立事情

### 執筆時期
冒頭部の筆者についての言及が、この書の他の部分と同時期に書かれたものであるとして信頼できると考えるなら、ヨシヤ王（在位紀元前640年頃から前609年頃）の名があることから、書の成立はそれ以前には遡らない。また筆者はエレミヤと同時代人であることになる。一部の研究者は、『ゼファニヤ書』のユダへの警告から、成立時期をヨシヤ王による宗教改革（『列王記下』23章、いわゆる『申命記』改革）以前と考える。この改革は紀元前622年に行われた。この説を採る研究者は、『ゼファニヤ書』1章8節の「高官たちと王の子ら」が、ヨシアが若年で摂政が治めていたことを示唆すると解する。2章の外国の描写も紀元前6世紀の状況を反映する。
ここから、次のように推論される。おそらくゼファニヤは預言者イザヤと暴力的とされたマナセ王の治世の後にただちに続く世代に属するのであろう。エレミヤとゼファニヤはヨシア王にヤハウェ崇拝を一神教として振興する改革を進言し、王は実際にそのような改革を行った……。
他の研究者グループは、この書の言語と内容の双方から、紀元前200年前後との関係を見出す。そして、この書の最初期の成立がそれより以前に遡ることをみとめつつ、書の完成を紀元前200年ごろと推定する。

### 執筆の場所
『ゼファニヤ書』の筆者は、エルサレムを注目すべき詳細さをもって描き出す。筆者はエルサレム内部の地理とその街の様子を知悉しており、自分の体験として知っていると考えてよいであろう。この本の預言がもっとも直接に関係するのはエルサレムであることからも、この本がエルサレムで書かれたと推論されうる。

### 執筆の目的
『ゼファニヤ書』の執筆目的には、執筆年代の推定にからんで、二つの説が立てられている。どの説を採る場合でも、第一の目的は、筆者の同時代のエルサレム住民へ（特に宗教的な意味で）行いを改めるべく警告することであったろうと考えられる。
まず、ユダ王国末期にこの書の大部分が成立したと考える場合、筆者の目的はユダの人々をヤハウェ信仰に立ち返らせ、もって神の怒りを逃れせしむることにあると考えられる。ここで預言された滅びの成就は、通常、バビロンによるエルサレム陥落と解釈される。
一方、この書の結構が、ユダ王国滅亡後に現在の姿になったと考える場合、筆者の意図は、バビロン捕囚を神の罰として描き出し、もって現在の状況に警告を与え、再び同じ災禍を繰り返さないように促すことにあると推測される。この時代に、『ゼファニヤ書』1章が描き出すようなシンクレティシズム（宗教の混交）が、ユダヤで問題になっていたかどうかは、知られていない。

## 主題と構成
『ゼファニヤ書』はマソラ本文では3章に分けられる。後世の一部の翻訳では、4章に分けられることがある。以下、新共同訳の章節付けと見出しによって、その構成を示す。
| 章節    | 見出し               |
| ------- | -------------------- |
| 1:1     | （冒頭）             |
| 1:2-2:4 | 主の怒りの日         |
| 2:1-15  | 諸国民の滅亡         |
| 3:1-20  | エルサレムの罪と贖い |

『新標準訳改訂版』（NRSV）のように、これよりさらに細かい分割を行う場合もあり、またそれぞれの区切りそのものについても議論があることを読者は注記されたい。
『ゼファニヤ書』は短い書ながら、滅びの預言と救済の預言の双方を備え、典型的な預言書の体裁を整えている。『ゼファニヤ書』は『旧約聖書』中、神の怒りの日、「主の大いなる日」のもっとも精細に富む描写を含み、かつ、この怒りの日を生き延びた者たちとの和解と救済についても記している。
1章2節から12節では「ユダの上とエルサレムの全住民」（1:4）が神の怒りを受ける対象として示され、怒りの日、「主の日」は近づいているといわれる。13節からは、神の怒りが具体的にどのようなものであるかが示される。『ゼファニヤ書』は『旧約聖書』の他の箇所からの引用や語法の借用に富み、筆者が『聖書』に親しんでいたことが窺われる。とくに1章2節から3節では、『創世記』の創造の記事とノアの洪水の記事の両方が筆者の念頭におかれているようである。1章2節から3節で、ヤハウェが「地の面から一掃する」（1:2）と宣言する被造物の順序は、ちょうど天地創造とは逆の順番（『創世記』1:20-27）に配列されている。また、主の怒りにもかかわらず、一定の者が残ることは、ノアの洪水と相似している。
また、『ゼファニヤ書』は『申命記』とも関連をもっている。『ゼファニヤ書』1章4節から6節の異教を崇拝する者の描写は、『申命記』にある、カナンの地に入る前に、神とイスラエルの民が契約を再び確認したとする記事と関連している。十戒にある「他の神を拝むなかれ」という戒めとその叛きとして同時代の状況を書き起こすことで、『ゼファニヤ書』筆者は、預言文学一般の主題である「神からの離間とそのことへの警告」を行うだけでなく、律法とイスラエルの歴史全体をふり返っているのである。
また『ゼファニヤ書』には、もちろん他の預言文学からの主題・語法上の影響も認められ、「主の日」のような文書中重要な概念が、他の預言書と共有されている。
『ゼファニヤ書』におけるヤハウェは、もはや他の異教の神と競争する神ではなく、唯一神として描き出されている。古代のオリエントにとって、神が自分の民への処罰のために異国民を道具として用いることがあるという信仰は極めて新奇なものであったが、『ゼファニヤ書』にはこの観念が認められる。また、ヤハウェの支配が、イスラエル人だけでなく、他のすべての国民にも及ぶという観念が、『ゼファニヤ書』には現れている。